# مسجد الجعلانية (المنطقة الشرقية)
مسجد الجعلانية؛ هو مسجد أثري يُعد أحد معالم محافظة الأحساء شرق المملكة العربية السعودية. ويعرف بالمسجد الجامع أو المسجد الرد أو مسجد الأميرة هبة بنت عبد الله بن على العيوني.

## الوصف
يقع المسجد في الجهة الشرقية لعين الجوهرية وإلى الجنوب الغربي لموقع تل قصر قريمط، يعود بناء المسجد للقرن الخامس الهجري، ويعرف مسجد الجعلانية بالمسجد الجامع أو المسجد الرد أو مسجد الأميرة هبة بنت عبد الله بن على العيوني، يعتبر المؤرخ حمد الجاسر أول من وصف المسجد الجامع من مؤرخي القرن الهجري الماضي خلال زيارته الأولى لقرية البطالية عام 1357 هـ، تم الأنتهاء من ترميم المسجد في عام 1430 هـ من قبل الهيئة الملكية للجبيل وينبع.

## تاريخ المسجد
يعود تاريخ إنشاء المسجد إلى القرن الخامس الهجري في الفترة مابين عامي 469 إلى 636هـ، في فترة حكم العيونيين، والذين شرعوا في بناء المسجد، بعد أن قضوا على القرامطة.
وينسب المسجد إلى قرية البطالية وهي إحدى قرى الاحساء الهامة، وتنسب القرية إلى ابن بطال (مالك بن بطال بن مالك بن إبراهيم العيوني) أحد رجال العيونيين وأخو مؤسس الدولة العيونية عبد الله بن علي العيوني، ويسمى المسجد أيضا بالجعلانية نسبة لإحدى بنات الأمير عبد الله العيوني.

## التكوين المعماري
يتميز المسجد ببنائه على طراز الخليج العربي، والذي يتميز باتساع الافنية والساحات واستخدام الاقواس وكثرة النوافذ والفتحات وقد تم بناء المسجد من الحجر والطين وسقفه مبني من جذوع وسعف النخيل، وتبلغ مساحة المسجد الكلية نحو 1810م2 ويتسع إلى نحو 1500 مصل.

### بيت الصلاة
يعتبر بيت الصلاة المكون الرئيس للمسجل وهو مستطيل الشكل وتبلغ مساحته نحو 265م، ويتكون من رواقين موازيين لحائط القبلة، ويتركز سقفه على أعمدة حجرية مستطيلة الشكل تحمل عقود مدببة، ويتوسط المحراب حائط القبلة، كما يحتوي حائط القبلة على محراب آخر يقع شمال المحراب الاساسي، ويفصل بيت الصلاة عن ساحة المسجد الخارجية صف من الأعمدة يحمل عقوداً مدببة ويتوسطه مدخل بيت الصلاة.

### الساحة الخارجية
تقع الساحة الخارجية شرق المسجد وتبلغ مساحتها نحو 1467م وهي عبارة عن فناء مكشوف مستطيل الشكل محاط من ثلاثة اتجاهات بسور من السلك ويتوسط الساحة ممر حجري يؤدي إلى بيت الصلاة.

### المحاريب
يقع المحراب الرئيسي وسط جدار القبلة بيت الصلاة، وهو مجوف الشكل ويعلوه عقد مدبب، وزين من الداخل ببعص الزخارف النباتية، كما يقع بنفس الحائط محراب آخر شمال المحراب الرئيسي، وقد بني المحرابان من الحجر والطين، وغطت جدرانه بلياصة من الجص.

### الأبواب والمداخل
يقع مدخل المسجد في الواجهة الشرقية لبيت الصلاة وهو عبارة عن باب خشبي ذي ضلفتين مكون من شرائح الخشب الطولية والمثبتة بعوارض خشبية مع وجود مسامير كبيرة على القطع العرضية.

### النوافذ والفتحات
يحتوي المسجد على ثماني نوافذ تقع جميعها بحائط القبلة، ست نوافذ مستطيلة يعلوها عقد دائري ونافذتان مستطيلتان، وجميع النوافذ من الزجاج المدعوم بإطارات خشبية.

### الأسقف
تم تسقيف بيت الصلاة بعوارض خشبية من جذوع النخل مرصوصة بشكل أفقي على مسافات متساوية محمل عليها طبقة من سعف النخيل، تعلوها طبقة طينية بشمك نحو 15سم، وتحمل الاسقف على حواف الجدران وعلى الأعمدة الحجرية الموجودة داخل بيت الصلاة ويتم صرف مياه الامطار من سطح بيت الصلاة على مزاريب خشبية مفرغة ومصنعة من الخشب.

### الأعمدة
يحتوي المسجد على أعمدة حجرية مغطاة بلياسة الجص أغلبها مستطيلة الشكل وموزعة على صفين متوازيين وتحمل عقود مدببة.

## وصلات خارجية
- ألبوم صور المسجد
- موقع المسجد على الخريطة